# Stura di Lanzo
Stura di Lanzo – rzeka w północnych Włoszech w regionie Piemont. 
Lewy dopływ Padu. Swoje źródła ma w Alpach Graickich na terenie Parku Narodowego Gran Paradiso. Ma 65 km długości i wpada do Padu w Turynie.